# Gmina Narodowo-Socjalistyczna
Gmina Narodowo-Socjalistyczna (GN-S) – polska organizacja socjalistyczna w Paryżu, działająca na emigracji w latach 1888–1893. 
Powstała na 1888 z inicjatywy Stanisława Barańskiego. Skupiła ona młodych Polaków studiujących głównie medycynę w Paryżu a także członków i sympatyków wcześniej istniejących organizacji Stowarzyszenia Socjalistycznego "Równość" i Socjalistycznego Stowarzyszenia "Lud Polski". Gmina pieczętowała się białym orłem bez korony na czerwonym tle. Hasłem organizacji było "Wolność, Równość, Niepodległość". Organem gminy był wydawany w Paryżu, pod redakcją Stanisława Barańskiego miesięcznik „Pobudka”, który używał tej symboliki. W redagowaniu „Pobudki” pomagał S. Barańskiemu zrazu A. Złotnicki, a później J. Lorentowicz. Od pierwszego numeru poczynając zasilał pismo swymi artykułami Bolesław Limanowski. Oprócz niego autorami tekstu umieszczanych pod pseudonimami byli Marian Abramowicz, Władysław Grabski, Jan Wacław Machajski, Antoni Złotnicki, Tadeusz Jaroszyński, Antoni Lange, Maria Sulicka, Maria Loevy (ps. Maria Szeliga) i Gabriela Zapolska oraz Jan Lucjan Tolkemit. 
Na łamach "Pobudki" w styczniu 1889 GN-S opublikowała swój program. Według niego dążono do odzyskania niepodległości Polski, jako jedynej gwarancji swobód narodowych, wobec zagrożonych przez najazd praw bytu i pomyślności rozwoju narodu polskiego a także do radykalnego przewrotu panujących w Polsce społeczno-ekonomicznych stosunków opartych na wolnym najmie i własności prywatnej które powinny zostać zastąpione przez ustrój oparty na zasadach ekonomicznej równości, politycznej wolności i narodowej niepodległości. Organizacja postulowała także nacjonalizację ziemi, nieruchomości i narzędzi pracy oraz powszechne prawa wyborcze dla obywateli niezależnie od różnicy ras, płci i wyznania. Jednocześnie podkreślano że, kwestię niepodległości Polski i kwestię socjalną uważamy za nierozdzielne, niezależnie jedna od drugiej do rozstrzygnięcia niemożliwe. Gmina dążyła tym samym do „rewolucji politycznej”, której celem była niepodległość, a następnie - pokojowa ewolucja ku socjalizmowi. Oparciem ruchu miał być „inteligentny proletariat”. Za sprzymierzeńców uznawano wszystkie partie walczące o wolność polityczną i rozszerzenie równości społecznej, o ile jednak umiarkowanymi dążeniami nie krępują naszej działalności. Analizując powyższy program jak i publicystykę "Pobudki" można stwierdzić, że opierając się bardziej na B. Limanowskim niż K. Marksie, członkowie Gminy Narodowo-Socjalistycznej, uwzględniając polskie realia i stosunki polityczno-społeczne szukali własnej drogi do socjalizmu. 
Od stycznia 1889 Gmina zachowując autonomię ideową weszła na podstawie specjalnej umowy do Ligi Polskiej, którą uznała za najwyższą instytucję narodowo-rewolucyjną.. W tym czasie komisarzem Ligi Polskiej w Paryżu był uczestniczący w pracach Gminy Henryk Gierszyński. W miarę narastania sporów ideowych w Lidze coraz bardziej działacze Gminy stawali się orędownikami powstania partii socjalistycznej opowiadającej się zarazem za niepodległością Polski. Na tę ewolucję nakładał się fakt iż Gierszyńskiego na stanowisku komisarza LP zastąpił działacz Zetu Bolesław Motz który zaczął ostro konkurować z Gminą o wpływy wśród polskiej młodzieży studiującej w Paryżu. Od 1891 szczególnie aktywnie na rzecz propagowania idei własnej partii pracował organ prasowy Gminy - "Pobudka" kierowany po śmierci Barańskiego przez Lorentowicza. 17–23 listopada 1892 delegaci Gminy wzięli udział w zjeździe paryskim na którym powołano Związek Zagraniczny Socjalistów Polskich i który jest uważany za zjazd założycielski Polskiej Partii Socjalistycznej.  Po zjeździe na bazie Gminy utworzono paryski oddział ZZPS. 
Czołowymi działaczami Gminy Narodowo-Socjalistycznej byli Stanisław Barański, Jan Lorentowicz i Bolesław Limanowski. W jej pracach szerzej uczestniczyli: Julian Brauman, Kazimierz Dłuski, Henryk Gierszyński, Kazimierz Janowicz, Tadeusz Jaroszyński, Stanisław Kraków, Antoni Lange, Melania Lipińska, Hipolit Obrycki, Władysław Ratuld, Maria Sulicka, Maria Szeliga-Lévy, Antoni Złotnicki.  

## Literatura
- Wiesław Śladkowski, Gmina narodowo-socjalistyczna w Paryżu wobec tradycji 3-majowej, "Acta Universitatis Lodziensis" Folia Historica t. 40, 1991, s. 49-60
- Lidia Ciołkoszowa, Zapomniany pionier, „Lewy Nurt”, zeszyt 1, lato 1966, Lewicowo.pl - wersja elektroniczna
- Jakub Woroncow „Gmina Narodowo-Socjalistyczna 1888-1893” (artykuł z portalu lewica.pl)